# Franz Maresch
Franz Maresch (* 28. Juni 1972 in Wien) ist ein ehemaliger österreichischer Fußballspieler und nunmehriger -trainer.

## Karriere

### Als Spieler
Maresch begann seine Karriere beim FK Austria Wien. Für die Austria debütierte er im September 1990 in der Bundesliga, als er am zehnten Spieltag der Saison 1990/91 gegen den First Vienna FC in der Startelf stand und schließlich in der 64. Minute durch Hannes Pleva ersetzt wurde. Zur Saison 1991/92 wechselte er zum Regionalligisten FC Stadlau. Im Jänner 1992 schloss er sich dem Ligakonkurrenten SC Zwettl an. Im Sommer 1992 wechselte er zum Zweitligisten First Vienna FC. 1993 kehrte er zu Stadlau zurück.
Im Jänner 1995 wechselte Maresch zum niederösterreichischen Landesligisten SC Untersiebenbrunn. Zu Saisonende konnte er mit Untersiebenbrunn in die Regionalliga aufsteigen. Zur Saison 1995/96 ging er zum Ligakonkurrenten ASK Kottingbrunn. Bereits nach einem halben Jahr kehrte er zu Untersiebenbrunn zurück. Im Jänner 1998 kehrte er zum inzwischen viertklassig spielenden SC Zwettl zurück. Mit den Zwettlern konnte er 1999 in die Regionalliga aufsteigen. Im Jänner 2000 ging er zum ASK Baumgarten. Im Jänner 2002 folgte ein zweites Engagement bei der Vienna. Bereits nach einem halben Jahr wechselte er zum Landesligisten SV Langenrohr. Zur Saison 2003/04 ging er zum Ligakonkurrenten SC Himberg. Im Jänner 2004 zog es ihn zurück nach Wien zum Stadtligisten SV Donau Wien. Zur Saison 2005/06 wechselte er zum SC Columbia Floridsdorf, bei dem er 2007 schließlich auch seine Karriere beendete.

### Als Trainer
Nach seinem Karriereende wurde Maresch Trainer des SC Columbia Floridsdorf. Columbia führte er aus der fünftklassigen Oberliga in die drittklassige Regionalliga. Nach der Saison 2010/11 wechselte er zum Ligakonkurrenten Wiener Sportklub. Im Oktober 2012 wurde Maresch beim Sportklub entlassen. Von Juli 2013 bis Oktober desselben Jahres war er kurzzeitig Trainer des WAF Brigittenau. Danach arbeitete Maresch als Scout beim SCR Altach. Im Oktober 2016 wurde er Trainer des Stadtligisten 1. Simmeringer SC. In der Winterpause 2016/17 wechselte er zum Zweitligisten Floridsdorfer AC, bei dem er einen bis Juni 2018 gültigen Vertrag erhielt.
Nach zehn Spielen wurde Maresch im April 2017 beurlaubt. Ab der Saison 2018/19 arbeitete Maresch als Scout beim SK Rapid Wien. Zur Saison 2020/21 übernahm Steffen Hofmann die zweitklassige Zweitmannschaft von Rapid. Da der Deutsche jedoch nicht die nötige Lizenz dafür verfügte, wurde Maresch offiziell als Trainer gemeldet. Zur Saison 2021/22 rückte er wieder in seine ursprüngliche Position als Scout, den Jung-Rapidlern blieb er allerdings als Individualtrainer erhalten.